# Jahressechstel
Das Jahressechstel stellt bei der Einkommensteuer in Österreich jene Grenze dar, worunter sonstige Bezüge (das sind zum Beispiel 13. und 14. Monatsgehalt, Belohnungen, Prämien, Jubiläumsgelder) nach Abzug eines Freibetrags in der Höhe von 620 Euro (Stand 2018) begünstigt besteuert werden. Die Rechtsgrundlage für das Jahressechstel findet sich in § 67 Einkommensteuergesetz (EStG).

## Berechnung
Das Jahressechstel errechnet sich wie folgt: 
In einem ersten Schritt wird die Summe der im Kalenderjahr bisher ausgezahlten Bruttobezüge durch die Anzahl der vergangenen Kalendermonate dividiert. In einem zweiten Schritt wird das Ergebnis des ersten Schrittes mit zwei multipliziert. Bei gleichbleibenden Bezügen ergibt das Jahressechstel zwei Bruttomonatsgehälter. Das Jahressechstel darf nach Abzug der auf die Sonderzahlungen entfallenden Sozialversicherungsbeiträge, Pflichtbeiträge zu gesetzlichen Interessenvertretungen und Wohnbauförderungsbeiträge nicht mehr als 83.333 Euro betragen.

## Besonderer Steuersatz
Bezüge (Sonderzahlungen), die dem Jahressechstel unterliegen, werden auf Grundlage eines begünstigten Lohnsteuertarifes besteuert. 

Seit 1. Jänner 2013 ist dieser begünstigte Steuertarif progressiv ausgestaltet.

Dieser beträgt aktuell (Stand Februar 2023):
| Höhe der Bemessungsgrundlage der sonstigen Bezüge | Grenzsteuersatz                  |
| ------------------------------------------------- | -------------------------------- |
| Für die ersten 620 Euro                           | 0 %                              |
| Für die nächsten 24.380 Euro                      | 6 %                              |
| Für die nächsten 25.000 Euro                      | 27 %                             |
| Für die nächsten 33.333 Euro                      | 35,75 %                          |
| Über 83.333,00 Euro                               | nach dem allgemeinen Steuertarif |

Die sonstigen Bezüge sind am Jahreslohnzettel unter der Kennzahl 220 zu finden. Sollte dabei die Kennzahl 220 höchstens 2.100 Euro betragen, fällt keine Steuer an.
Zuvor galt für das Jahressechstel unter Berücksichtigung des Freibetrages von 620 Euro ein einheitlicher Steuersatz von 6 %.

## Versteuerung weiterer Sonderbezüge
Werden über das Jahressechstel hinaus weitere einmalige sonstige Bezüge gezahlt, so werden sie mit dem im jeweiligen Monat anfallenden laufenden Gehalt zu den üblichen Konditionen versteuert.
Prämien sind nicht notwendigerweise sonstige Bezüge, sondern können auf Grund eines eigenen Rechtstitels (Vereinbarung) und eines bestimmten Auszahlungsmodus steueroptimal (Sechsteloptimierung) gestaltet werden.

## Beispiel
Eine Person, die unselbstständig tätig ist und einen monatlichen Bruttobezug von 3.500,00 Euro verdient, bekommt weiters Sonderzahlungen für Urlaubs- und Weihnachtsgeld sowie eine Jahresprämie von je 3.500,00 Euro. 
Einnahmen gem. § 15 Abs. 1 EStG:
Summe der laufenden Bezüge: 3.500 × 15 = 52.500 Euro
Sonderzahlungen gem. § 67 EStG:
Sonstige einmalige Bezüge (13. + 14. Gehalt + Prämie): 3.500 × 3 = 10.500 Euro
Vergleich mit Jahressechstel gem. § 67 Abs. 2 EStG: 
Laufendes Gehalt: (3.500 ×12) = 42.000 davon 1/6 = 7.000 Euro
Die sonstigen einmaligen Bezüge werden mit dem Jahressechstel verglichen. Davon wird der kleinere Beitrag von den laufenden Bezügen abgezogen
10.500 > 7.000. Die 7.000 Euro sind gesondert zu besteuern. 